# Ronald Wayne

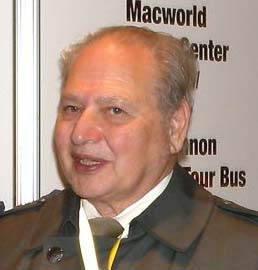
Ronald Wayne, 2009.

Ronald Gerald Wayne, född 17 maj 1934 i Cleveland, Ohio, är en amerikansk entreprenör och en av de tre ursprungliga grundarna av företaget Apple Computer. Wayne drog sig ganska snart ur det nystartade företaget och ersattes med tiden av Mike Markkula. 